# Pterostoma grisea
Pterostoma grisea är en fjärilsart som beskrevs av Baldwin Martin Kittel 1914. Pterostoma grisea ingår i släktet Pterostoma och familjen tandspinnare. Inga underarter finns listade.